# Нова система на планиране и ръководство на народното стопанство
Новата система на планиране и ръководство на народното стопанство е опит за икономическа реформа в България през 1963 – 1968 година.
Програмата за Новата система е обявена пред ръководството на комунистическия режим през май 1963 година, а става публична едва през 1965 година. Тя следва плътно издаден през предходната година план на съветския икономист Евсей Либерман и въвеждането му в България е разглеждано като практически експеримент, предхождащ Съветската икономическа реформа от 1965 година.
Новата система си поставя за цел да преодолее започналото в края на 50-те години забавяне на икономическия растеж в страната, но прилагането ѝ става бавно, като е умишлено отлагано от партийното ръководство, опасяващо се от политическите последствия на всяка промяна. Реформата среща остра съпротива сред висши представители на управлението, като първия вицепремиер Живко Живков, но е създадена работна група за уточняване на детайлите, начело с Гриша Филипов.
Първите реални експерименти с Новата система започват през 1964 година в отделни предприятия и след демонстрираното повишаване на производителността през следващата година тя е въведена в цели сектори на икономиката. Основните елементи на реформата са модифициране на системата на планиране чрез въвеждане на т.нар. насрещни планове, разрешаване на предприятията да сключват договори помежду си, изискване за самоиздръжка на предприятията, обвързване на заплатите с печалбата, ограничаване на инвестициите от централния бюджет в някои сектори, премахване на преференциалните инвестиционни кредити, въвеждане на плаващи цени за някои продукти.
Реформите, въведени с Новата система, са повърхностни и не засягат основите на стопанската система. Те не са напълно приложени на практика и не постигат поставените цели, а през 1967 – 1968 година са до голяма степен ревизирани. През 1968 година са предприети стъпки към възстановяване на централизираното планиране, които до голяма степен ликвидират Новата система.